# Internet Content Rating Association
ICRA (ang. Internet Content Rating Association) – Stowarzyszenie Oceny Zawartości Internetu, obecnie jest częścią Instytutu FOSI. Udostępnia formularz dla twórców stron internetowych, dzięki któremu mogą oni sklasyfikować swoją stronę do odpowiedniej kategorii.
Organizacja wierzy, iż samo-ocena stron WWW jest najlepszą drogą do zachowania równowagi między „wolnością słowa” w Internecie a ochroną dzieci przed szkodliwymi materiałami.
Etykietowanie stron jest według niezależnych specjalistów z CERT Polska, W3C, NASK, a także Helsińskiej Fundacji Praw Człowieka najlepszą techniką filtrowania szkodliwych dla dzieci informacji z Internetu. Nie wymaga ona bowiem stosowania cenzury, ani budowania skomplikowanych klasyfikatorów treści chroniących dzieci przed pornografią i przemocą w Internecie. Pozwala w bardzo prosty sposób blokować pornografię, erotykę, przemoc i wulgaryzmy w każdym punkcie sieci Internet (ISP, sieci firmowe). Gdyby zostało powszechnie przyjęte, umożliwiłoby opiekunom zupełne odfiltrowanie tych treści z Internetu, bez ich cenzurowania, nie ingerując w wolność wypowiedzi.
Do tego celu wymagana jest dobra wola publikujących pornografię i erotykę. Właściciele tego typu serwisów musieliby dobrowolnie zaznaczyć, jakiego typu treści prezentują na swoich stronach. Wymaga to umieszczenia w kodzie HTML własnej strony, kilku dodatkowych linijek kodu. Oznaczenie zawartości strony jest darmowe i trwa kilka minut.

## KwestionariuszICRA
Chcąc sklasyfikować swą stronę, właściciel strony wypełnia kwestionariusz. Zaznacza, które elementy z podanych w kwestionariuszu (nagość, seks, wulgaryzmy i inne) występują lub nie występują na jego stronie. Na tej podstawie ICRA generuje mały plik, który właściciel dołącza do treści swojej strony.
Punkt kluczowy: ICRA nie ocenia zawartości strony. Robią to dobrowolnie ich twórcy. Klasyfikacja strony jest zupełnie darmowa. Trwa kilka minut.

## Przykład
Kod wygenerowany przez ICRA po wypełnieniu kwestionariusza dla przykładowej strony.
```
<
link
 
rel
=
"meta"
 
href
=
"http://dansguardian.pl/labels.rdf"
 
type
=
"application/rdf+xml"
 
title
=
"ICRA labels"
 
/>

```

```
<
meta
 
http-equiv
=
"pics-Label"
 
content
=
'(pics-1.1 "http://www.icra.org/pics/vocabularyv03/" l gen true for "http://dansguardian.pl" r (n 0 s 0 v 0 l 0 oa 0 ob 0 oc 0 od 0 oe 0 of 0 og 0 oh 0 c 0))'
 
/>

```

ICRA każdej kategorii przyporządkowuje liczbę:
- „n” – nudity            (nagość)
- „s” – sexuality content (treści powiązane z seksem)
- „v” – violence          (przemoc)
- „o” – other             (inne niebezpieczne treści)

## Wykorzystane technologie
Opisy stron sporządzane przez kwestionariusz ICRA wykorzystywały w przeszłości standard PICS, a od 2005 roku korzystają z uniwersalnego języka RDF/XML.